# ゲーム実況者わくわくバンド
ゲーム実況者わくわくバンド（ゲームじっきょうしゃわくわくバンド）は、日本のロックバンドである。愛称は「わくバン」。ニコニコ動画やYouTubeの動画投稿サイトでゲーム実況者や歌い手として活動する5人によって2014年に結成された。「楽しいことを追求したい、ゲーム実況や音楽で新しいエンターテインメントの形を作りたい」ということをコンセプトに活動しており、ライブ演奏の後にゲーム実況を挟み、またライブ演奏に戻るという演奏とゲーム実況を組み合わせたステージパフォーマンスを行っている。

## メンバー
湯毛（ゆげ）
ボーカル・ギター担当。本名：安井威（やすいたけし）。近畿大学理工学部情報学科卒業。バンドマスターを務める。シンガー、番組MCとしても活動している。元々大阪の日本橋でアニメソングの弾き語りを行っており、その様子を動画として投稿したのが動画投稿者として初めての活動で、後にゲーム実況を行うようになった。アニソンやGLAYに影響を受けている。大阪にある実家では焼肉屋を営んでいる。イメージカラーは赤。
ぴらの（ヒラノぴらの）
ギター担当。メンバーの中で最年長。ゲーム実況ユニット『課長とモリ君』のヒラノ課長として活動を開始した。90年代のヴィジュアル系や、80年代のニュー・ウェイヴなどが音楽的なルーツであると語っている。イメージカラーは水色。
フジ
ベース担当。メンバーの中で最年少。ゲーム実況グループ『最終兵器俺達』のメンバーの1人でもあり、個人としてもYouTubeなどで活動している。少年時代にPENICILLINの「ロマンス」に魅了されたことから、ヴィジュアル系全般が音楽的なルーツ。イメージカラーは紫。
フルコン
ドラムス担当。前述の湯毛と共にゲーム実況グループ『チーム湯豆腐』のメンバーとしても活動している。実家が同じマンションで幼馴染 であり、過去にはアニメソングのコピーバンドを湯毛と組んでいた。GLAYからヴィジュアル系に傾倒し、HR/HMやアニメソングなども好む。イメージカラーは黄色。
せらみかる
キーボード担当。イラストレーター、音楽クリエーター、ゲーム実況者としても活動しており、本バンドでもメインコンポーザーおよびグッズのデザイン絵も担当している。動画投稿シーンにおける有名曲「エアーマンが倒せない」の作詞作曲者でもある。音楽的なルーツはゲーム音楽で、ギターフリークスやドラムマニアからバンドサウンドに興味を持つ。イメージカラーはピンク。

## 来歴
2014年のゲーム実況のイベントの際、たまたま楽器の各パートが1人ずついたことから1曲演奏することになり結成された。2015年4月に一度解散したが、同年12月に再合流し、2016年4月のduo MUSIC EXCHANGE公演で再結成した。
2017年にファーストアルバム『わくわくフルデイズ』を発表、またZepp DiverCity Tokyoでワンマンライブを行った。2018年1月には日本武道館で行われたゲーム実況イベント『ゲーム実況わくわくフェスティバル ver.5 ～武道館スペシャル～』にてライブ演奏を行った。2018年3月7日にメジャーデビューシングル「デンシンタマシイ」をリリースした。「デンシンタマシイ」はテレビアニメ『BORUTO-ボルト- NARUTO NEXT GENERATIONS』のエンディングテーマ曲として使用された。
2018年4月2日より、初めてのAMラジオレギュラー番組であるニッポン放送「週刊わくわくエクストリーム」がスタートし、2019年12月27日まで放送された。

## 評価
フリーライターの鶴岡八幡は2016年5月21日に行われたコンサートのレポートの中で、バンドとしての完成度が非常に高く、特に湯毛のボーカルに関しては圧倒的な支配力を持っていると評している。MCも舞台慣れを感じさせ、安心して見ていられると述べている。

## ディスコグラフィー

### シングル

#### 配信限定シングル
- 夜よ明けないで（2015年7月22日））
- Stand Up Mornin’（2023年4月1日）

#### インディース
|     | 発売日        | タイトル                      | 規格品番  | 収録曲 | 備考 |
| --- | ------------- | ----------------------------- | --------- | --- | --- |
| 1st | 2015年2月18日 | わくわくマイライフ/今日くらい | WKWK-0001 | Disc1(CD) 1. わくわくマイライフ 2. 今日くらい 3. TON to TON 4. わくわくマイライフ(オリジナルカラオケ) 5. 今日くらい(オリジナルカラオケ) Disc2(CD) 1. 「ドキュメンタリー オブ わくわく」 | オリコン最高45位、登場回数2回 Disc2のDVDには結成から解散(のちに再結成)までのライブやイベントの模様を収録。 |
| 2nd | 2016年8月31日 | 時の妖花/完全幸福サレンダー   | WKWK-0006 | 1. 時の妖花 2. 完全幸福サレンダー 3. 時の妖花(BEMANI ver.) 4. 時の妖花(オリジナルカラオケ) 5. 完全幸福サレンダー(オリジナルカラオケ) 6. ゲーム実況者わくわく物語 ～解散...そして復活～  | オリコン最高39位、登場回数2回 店舗限定で初回特典として「お楽しみDVD vol.1」が付属。                        |

#### メジャー
|     | 発売日        | タイトル         | 規格品番                                                                        | 最高位 |
| --- | ------------- | ---------------- | ------------------------------------------------------------------------------- | ------ |
| 1st | 2018年3月7日  | デンシンタマシイ | SRCL-9697:完全生産限定盤 SRCL-9701:期間生産限定盤 SRCL-9700:通常盤              | 22位   |
| 2nd | 2018年8月29日 | シグナル         | SRCL-9896:完全生産限定盤 SRCL-9899:通常盤                                       | 23位   |
| 3rd | 2021年1月27日 | 心誰にも         | SRCL-11656:完全生産限定盤 SRCL-11660:アニメ盤（期間生産限定） SRCL-11659:通常盤 | 22位   |

#### イベント限定シングル
- 僕ガ壊レル前ニ（2015年12月26日「ゲーム実況わくわくフェスティバル ver.2」にて） ※「ゲーム実況もっと!わくわく荘」名義
- Drive the World/わけありエクストリーム（「ゲーム実況者わくわくバンド 10thコンサート〜Super Hyper Fever Five Years!〜」2019年6月9日東京／6月15日大阪にて）

### アルバム
|     | 発売日         | タイトル           | 規格品番   | 最高位 |
| --- | -------------- | ------------------ | ---------- | ------ |
| 1st | 2017年3月22日  | わくわくフルデイズ | WKWK-0007  | 21位   |
| 2st | 2024年02月14日 | Wonderful Knockout | SRCL-12752 |        |

### 映像作品
| 発売日        | タイトル                                                                   | 規格品番                         | 内容・備考 |
| ------------- | -------------------------------------------------------------------------- | -------------------------------- | --- |
| 2015年7月22日 | ラスト デイ オブ わくわく                                                  | WKWK-0003                        | 2015年4月に行われた解散（のちに再結成）前のラストライブの模様とその裏側を収録。2015年6月20日に行われた「ゲーム実況わくわくフェスティバル ver.1」にて先行販売が行われ、購入者には「夜よ明けないで」のCDが配布された。 |
| 2019年1月16日 | ゲーム実況者わくわくバンド 8thコンサート～オレたちがわくわくバンドだ！～   | SRBL-1823(DVD)/SRXL-186(Blu-ray) | オリコン最高23位、登場回数2回(DVD)、オリコン最高24位、登場回数2回(Blu-ray) 2018年5月26日に中野サンプラザホールで開催されたライブ映像や、特典としてライブの裏側を収めたメイキング映像などを収録。店頭購入特典としてB2ポスターカレンダー、通販サイト購入特典としてA6カレンダーが付属。                                          |
| 2020年3月4日  | ゲーム実況者わくわくバンド 10thコンサート～Super Hyper Fever Five Years!～ | SRBL-1918(DVD)/SRXL-253(Blu-ray) | オリコン最高32位、登場回数2回(DVD)、オリコン最高35位、登場回数2回(Blu-ray) 2019年6月9日にTOKYO DOME CITY HALLで開催されたライブ映像を収録。特典としてメンバーによるラジオ番組のダイジェスト版CDが付属。ショップ別特典としてわくわくノート(Sony music shop)、L判ビジュアルシート(Amazon)、A6カレンダー(その他応援店舗)が付属。 |

### 参加作品
| 発売日         | タイトル                                         | 規格品番   | 収録曲           | 備考                                |
| -------------- | ------------------------------------------------ | ---------- | ---------------- | ----------------------------------- |
| 2016年6月29日  | GITADORA Tri-Boost Original Soundtrack Volume.02 | GFCA-421   | 僕ガ壊レル前ニ   | 「ゲーム実況もっと!わくわく荘」名義 |
| 2016年6月29日  | pop'n music éclale Original Soundtrack           | GFCA-423   | 僕ガ壊レル前ニ   | 「ゲーム実況もっと!わくわく荘」名義 |
| 2019年12月28日 | BORUTO THE BEST                                  | SVWC-70468 | デンシンタマシイ |                                     |

## ミュージックビデオ
| 監督     | 曲名                                                                                |
| -------- | ----------------------------------------------------------------------------------- |
| ZUMI     | 「シグナル」                                                                        |
| 岩口哲也 | 「週末」 「わくわくフルデイズ」 「デンシンタマシイ」                                |
| 大畑貴耶 | 「心誰にも」                                                                        |
| 不明     | 「わくわくマイライフ」 「夜よ明けないで」 「僕ガ壊レル前ニ」 「Wonderful Knockout」 |

## タイアップ
- 僕ガ壊レル前ニ - 音楽ゲーム『BEMANIシリーズ』収録曲[17]
- デンシンタマシイ - テレビアニメ『BORUTO-ボルト- NARUTO NEXT GENERATIONS』エンディングテーマ[7]
- シグナル - PS4用ゲーム『NARUTO TO BORUTO シノビストライカー』イメージソング[18]
- 心誰にも - テレビ東京系アニメ『シャドウバース』エンディングテーマ[19]

## 出演
- 2018年2月17日 - テレビ東京系「特捜警察ジャンポリス」[16]
- 2018年2月20日 - TBS系「ライブB♪」[16]
- 2018年4月2日より - ニッポン放送「週刊わくわくエクストリーム」（月曜日18：20 - 18:40） パーソナリティ[20]
- 2020年11月8日 - NHKBSプレミアム「アニソン！プレミアム！」
- 2021年1月26日 - TBS系「PLAYLIST」

## 主なライブ
- 2014年8月23日・8月24日・09月27日 - ゲーム実況者わくわくバンド 2ndコンサート ～ずいぶん攻めましたね～
- 2015年1月11日・2月22日・4月4日 - ゲーム実況者わくわくバンド 3rdコンサート ～単純明快わくわく～
- 2016年4月17日・5月21日 - ゲーム実況者わくわくバンド 4thコンサート ～新装開店わくわく～
- 2016年9月4日・18日・23日 - ゲーム実況者わくわくバンド 5thコンサート ～プロジェクトZ～
- 2017年4月1日 - ゲーム実況者わくわくバンド 6thコンサート ～わくわくフルDayZ～
- 2017年4月16日 - ちゃんげろソニック2017
- 2017年6月17日・7月29日・8月19日・9月18日・10月1日・11月23日 - ゲーム実況者わくわくバンド 7thコンサート ～わくわくフルでぶっとばせ!～
- 2018年3月18日 - ゲーム実況者わくわくバンド presents Attack!! ボーナスステージ vol.1(川崎CLUB CITTA')
w/魔法少女になり隊 / アルカラ
- 2018年5月26日・6月9日 - ゲーム実況者わくわくバンド 8thコンサート ～オレたちがわくわくバンドだ!～(中野サンプラザホール)
- 2018年8月4日・10月20日・11月17日・12月15日 - ゲーム実況者わくわくバンド 9thコンサート 〜わくわく道中2018〜(Live House浜松窓枠,郡山HIPSHOT JAPAN,広島CLUB QUATTRO,熊本B.9 V1)
- 2019年6月9日・6月15日 - ゲーム実況者わくわくバンド 10thコンサート 〜Super Hyper Fever Five Years!〜(TOKYO DOME CITY HALL,NHK大阪ホール)
- 2019年9月7日 - ゲーム実況者わくわくバンド『わくバン5周年感謝祭!!!!!』(新木場STUDIO COAST)
- 2021年2月27日 - ゲーム実況者わくわくバンド 11thコンサート ～77777～(LINE CUBE SHIBUYA ※配信のみ)
- 2023年4月1日・4月2日 - ゲーム実況者わくわくバンド 12thコンサート ～Stand Up Mornin'～(LINE CUBE SHIBUYA)